# オランダの警察
オランダの警察について解説する。

オランダ国家警察のロゴ

オランダの警察・法執行機関は主に以下の2つがある。
- オランダ国家警察(Nationale Politie)
- オランダ王立保安隊（Koninklijke Marechaussee,KMar）

国家警察は、文民組織であり司法・安全省管轄下にある。国内を10地域に分け、警察業務を遂行している。1994年及び2013年に、地方警察と国家警察を再編して設置された。KMarは国防省傘下の国家憲兵であり、主に警備活動を担当している。